# Most Zamkowy w Rzeszowie
 Most Zamkowy  – most przez rzekę Wisłok w Rzeszowie w ciągu Trasy Zamkowej łączący centrum miasta z osiedlami mieszkaniowymi położonymi na prawym (wschodnim) brzegu rzeki.
Most i Trasa Zamkowa swoją nazwę zawdzięczają pobliskiemu Zamkowi w Rzeszowie.
Most jest pięcioprzęsłowy (2 przęsła po 44,0 m i 3 po 28,0 m), z dwoma głównymi przęsłami nurtowymi opartymi na trzech równoległych łukach żelbetowych. Jest to nowoczesna stalowo-żelbetowa konstrukcja, o łącznej długości 172 m, ok. 21 m szerokości i nośności 40 t. Jego budowa w 2002 r. wymagała wielu prac przygotowawczych, takich jak regulacja koryta rzeki w rejonie mostu, poprawa infrastruktury energetycznej i sanitarnej miasta, itp. 
Trasa i Most Zamkowy otrzymała tytuł „Projekt Inżynierski Roku” 2002.